# 谢京
谢京（1966年9月—），女，汉族，海南澄迈人，中国农工民主党党员，中华人民共和国政治人物，第十一届、第十三届、第十四届全国政协委员。

## 生平
1989年7月，毕业于上海交通大学船舶及海洋工程系海洋工程专业。本科毕业后，谢京回到海南工作，历任海口市城市建设开发总公司建筑设计院结构设计师，海口农工贸（罗牛山）股份有限公司总经理助理、副总经理、总经理，海口市水务集团有限公司董事长、总经理等职务，期间获得华南理工大学硕士学位和天津大学博士学位。
2008年4月，由商界转战政界，任海南省海口市发展和改革局局长、海南省海口市发展和改革委员会（市国民经济动员办公室）主任。2010年1月，升任海口市政协副主席。2012年2月，转任海口市人民政府副市长。
2013年6月，回到商界，任海南省发展控股有限公司总经理，并辞去海口市人民政府副市长职务。2016年8月，任海南省发展控股有限公司董事长。2019年6月，再度转战政界，任海南省科学技术厅厅长。
2023年1月，升任海南省人民政府副省长。